# Reserva Natural de Suurupi
A Reserva Natural de Suurupi é uma reserva natural localizada no condado de Harju, na Estónia.
A área da reserva natural é de 192 hectares.
A área protegida foi fundada em 2009 para proteger valiosos tipos de habitat e espécies ameaçadas nas aldeias de Suurupi e Vääna-Jõesuu (ambas na freguesia de Harku).